# Baray Tây
Baray Tây là một baray, hay một hồ chứa nước, tại Angkor, Campuchia, theo hướng đông-tây và nằm ngay phía tây của thành Angkor Thom. Baray này có hình chữ nhật và có kích thước 8 km × 2,1 km, Baray Tây là baray lớn nhất tại Angkor. Nước của hồ này được ngăn lại bằng các con đê bằng đất. Có lẽ baray này đã được xây vào thế kỷ 11 trong thời vua Suryavarman I và đã được hoàn thành vào thời vua Udayadityavarman II. Con đập phía đông có lẽ đã được tạo lập sớm hơn để bao bọc lấy kinh đô có ngôi đền Phnom Bakheng làm trung tâm.